# خط طول 152° غرب
خط طول 152° غرب هو أحد خطوط الطول الجغرافية، والتي تمتد من القطب الشمالي الجغرافي إلى القطب الجنوبي الجغرافي، وحسب التحويل الزمني يتأخر خط طول 152° غرب عن خط غرينتش بـ10 ساعة و8 دقائق.

## من القطب إلى القطب
ينطلق خط طول 152° غرب من القطب الشمالي نحو القطب الجنوبي مرورا بالمناطق التي ترد في الجدول التالي:
| الإحداثيات                           | البلد أو الإقليم أو البحر | ملاحظات |
| ------------------------------------ | ------------------------- | --- |
| 90°0′N 152°0′W / 90.000°N 152.000°W  | المحيط المتجمد الشمالي    | |
| 72°3′N 152°0′W / 72.050°N 152.000°W  | بحر بيوفورت               | |
| 70°34′N 152°0′W / 70.567°N 152.000°W | الولايات المتحدة          | ألاسكا |
| 60°41′N 152°0′W / 60.683°N 152.000°W | Cook Inlet                | |
| 60°25′N 152°0′W / 60.417°N 152.000°W | الولايات المتحدة          | ألاسكا — Kalgin Island |
| 60°21′N 152°0′W / 60.350°N 152.000°W | Cook Inlet                | مرورا بغرب the شبه جزيرة كيناي, ألاسكا, الولايات المتحدة (في 59°18′N 151°59′W / 59.300°N 151.983°W) |
| 58°55′N 152°0′W / 58.917°N 152.000°W | الولايات المتحدة          | ألاسكا — the Barren Islands |
| 58°54′N 152°0′W / 58.900°N 152.000°W | المحيط الهادئ             | |
| 58°21′N 152°0′W / 58.350°N 152.000°W | الولايات المتحدة          | ألاسكا — جزيرة أفوغناك |
| 58°12′N 152°0′W / 58.200°N 152.000°W | المحيط الهادئ             | مرورا بشرق جزيرة كودياك, ألاسكا, الولايات المتحدة (في 57°37′N 152°9′W / 57.617°N 152.150°W) · مرورا بغرب Flint Island, كيريباتي (في 11°25′S 151°48′W / 11.417°S 151.800°W) · مرورا بغرب توباي atoll, تاهيتي (في 16°14′S 151°51′W / 16.233°S 151.850°W) · مرورا بشرق ماوبيتي atoll, تاهيتي (في 16°26′S 152°13′W / 16.433°S 152.217°W) · مرورا بغرب بورا بورا island, تاهيتي (في 16°28′S 151°47′W / 16.467°S 151.783°W) |
| 60°0′S 152°0′W / 60.000°S 152.000°W  | المحيط الجنوبي            | |
| 77°20′S 152°0′W / 77.333°S 152.000°W | القارة القطبية الجنوبية   | منطقة روس, المطالب الإقليمية بالقارة القطبية الجنوبية by نيوزيلندا |